# Тигре
Тигре (шп. Tigre) је град у Аргентини у покрајини Буенос Ајрес. Према процени из 2005. у граду је живело 311.697 становника.

## Становништво
Према процени, у граду је 2005. живело 311.697 становника.
| 1980.   | 1991.   | 2001.   |
| ------- | ------- | ------- |
| 206.349 | 254.723 | 296.189 |